# Maria di Borbone-Clermont
Maria di Borbone (1428 – Nancy, 7 luglio 1448) fu duchessa consorte di Calabria (solo titolare dal 1443), dal 1437 alla sua morte.

## Origine
Maria era figlia femmina primogenita del quinto duca di Borbone, quarto duca d'Alvernia, Conte di Clermont e conte di Forez, Carlo I e della moglie, Agnese di Borgogna.

## Biografia
All'età di circa nove anni, Maria venne data in sposa al tredicenne Giovanni, che da due anni era duca di Calabria; il contratto di matrimonio fu concordato una prima volta a Lilla, nel mese di febbraio, poi riconfermato ad Angers il 2 aprile 1437.
Il matrimonio venne celebrato nel 1444, a Châlons-sur-Marne. 
Il suo promesso marito fu poi a Napoli, al seguito del padre Renato, che difendeva il regno di Napoli dagli Aragonesi e fece ritorno in Francia tra il 1442 e il 1443, e dal 1443 mantenne il titolo di duca di Calabria, ma il ducato era perso.
Nel 1445 Giovanni ottenne la luogotenenza del ducato di Bar e la suocera, Isabella, lo designò come suo successore nel ducato di Lorena.
Maria morì a Nancy il 7 luglio 1448, in seguito al parto del figlio Nicola.

## Figli
Maria a Giovanni diede quattro o cinque figli:
- Giovanni († 1471), morto pochi mesi dopo il padre[5];
- Isabella (1445-?), morta giovane;
- Renato (1446-?), morto giovane[5];
- Isabella (1447-?), morta giovane[5];
- Nicola (Nancy, 1448-Nancy, 1473), duca di Lorena e Duca di Calabria[5].

## Ascendenza
|                           |                        |                              | Genitori                      |  |  | Nonni |  |  | Bisnonni            |  |  | Trisnonni           |  |
|                           |                        |                              |                               |  |  |       |  |  | Luigi II di Borbone |  |  | Pietro I di Borbone |  |
|                           |                        |                              |                               |  |  |       |  |  | Luigi II di Borbone |  |  | Pietro I di Borbone |  |
|                           |                        | Isabella di Valois           |                               |  |  |       |  |  | Luigi II di Borbone |  |  |                     |  |
| Giovanni I di Borbone     |                        |                              |                               |  |  |       |  |  | Luigi II di Borbone |  |  |                     |  |
|                           |                        | Anna di Forez                | Beraldo II delfino d'Alvernia |  |  |       |  |  |                     |  |  |                     |  |
|                           |                        | Anna di Forez                | Beraldo II delfino d'Alvernia |  |  |       |  |  |                     |  |  |                     |  |
|                           |                        | Anna di Forez                | Giovanna di Forez             |  |  |       |  |  |                     |  |  |                     |  |
| Carlo I di Borbone        |                        | Anna di Forez                |                               |  |  |       |  |  |                     |  |  |                     |  |
|                           |                        | Giovanni di Valois           | Giovanni II di Francia        |  |  |       |  |  |                     |  |  |                     |  |
|                           |                        | Giovanni di Valois           | Giovanni II di Francia        |  |  |       |  |  |                     |  |  |                     |  |
|                           |                        | Giovanni di Valois           | Bona di Lussemburgo           |  |  |       |  |  |                     |  |  |                     |  |
| Maria di Berry            |                        | Giovanni di Valois           |                               |  |  |       |  |  |                     |  |  |                     |  |
|                           |                        | Giovanna d'Armagnac          | Giovanni I d'Armagnac         |  |  |       |  |  |                     |  |  |                     |  |
|                           |                        | Giovanna d'Armagnac          | Giovanni I d'Armagnac         |  |  |       |  |  |                     |  |  |                     |  |
|                           |                        | Giovanna d'Armagnac          | Beatrice di Clermont          |  |  |       |  |  |                     |  |  |                     |  |
| Maria di Borbone-Clermont |                        | Giovanna d'Armagnac          |                               |  |  |       |  |  |                     |  |  |                     |  |
|                           | Filippo II di Borgogna | Giovanni II di Francia       |                               |  |  |       |  |  |                     |  |  |                     |  |
|                           | Filippo II di Borgogna | Giovanni II di Francia       |                               |  |  |       |  |  |                     |  |  |                     |  |
|                           | Filippo II di Borgogna | Bona di Lussemburgo          |                               |  |  |       |  |  |                     |  |  |                     |  |
| Giovanni di Borgogna      | Filippo II di Borgogna |                              |                               |  |  |       |  |  |                     |  |  |                     |  |
|                           |                        | Margherita III delle Fiandre | Luigi II di Fiandra           |  |  |       |  |  |                     |  |  |                     |  |
|                           |                        | Margherita III delle Fiandre | Luigi II di Fiandra           |  |  |       |  |  |                     |  |  |                     |  |
|                           |                        | Margherita III delle Fiandre | Margherita di Brabante        |  |  |       |  |  |                     |  |  |                     |  |
| Agnese di Borgogna        |                        | Margherita III delle Fiandre |                               |  |  |       |  |  |                     |  |  |                     |  |
|                           |                        | Alberto I di Baviera         | Ludovico il Bavaro            |  |  |       |  |  |                     |  |  |                     |  |
|                           |                        | Alberto I di Baviera         | Ludovico il Bavaro            |  |  |       |  |  |                     |  |  |                     |  |
|                           |                        | Alberto I di Baviera         | Margherita II di Hainaut      |  |  |       |  |  |                     |  |  |                     |  |
| Margherita di Baviera     |                        | Alberto I di Baviera         |                               |  |  |       |  |  |                     |  |  |                     |  |
|                           |                        | Margherita di Brieg          | Ludovico I il Giusto          |  |  |       |  |  |                     |  |  |                     |  |
|                           |                        | Margherita di Brieg          | Ludovico I il Giusto          |  |  |       |  |  |                     |  |  |                     |  |
|                           |                        | Margherita di Brieg          | Agnes di Głogów               |  |  |       |  |  |                     |  |  |                     |  |
|                           |                        | Margherita di Brieg          |                               |  |  |       |  |  |                     |  |  |                     |  |